# Princ zelenih sanj
Princ zelenih sanj:vzporedni ljubezenski roman je družbeni roman slovenske pisateljice Marjetke Jeršek. Roman je izdala založba Stella, leta 2007 

## Vsebina
Opišite literarno osebo ali osebe, kraj in čas dogajanja, okoliščine zgodbe, dogodke in doživetje pri branju. 